# Geek
Geek [gík] je výraz převzatý z angličtiny a do češtiny byl přejat ve významech „šprt“ a „počítačový nadšenec“.
Původní význam v angličtině byl ovšem odlišný a označoval kejklíře, komedianta či pouťového eskamotéra.  
Ve svém současném významu se slovo geek poprvé objevilo v 70. letech 20. století v tvorbě amerického básníka a spisovatele Roberta Haydena.
Přeneseně se tak označují lidé jednostranně zaměření na nějakou oblast lidské činnosti, a to i tehdy, jsou-li jen skalními fanoušky. Geek nemusí mít vysoké odborné znalosti, stačí nadšení pro věc.
Z novodobých komediálních televizních seriálů jako Teorie velkého třesku (2007–2019) či Partička IT (2006–2013) se může zdát, že geek je nepřizpůsobivý společnosti a že je v podstatě podivín. Synonymem pro geeka je slovo nerd.